# Phytobia nigrita
Phytobia nigrita är en tvåvingeart som först beskrevs av Malloch 1914.  Phytobia nigrita ingår i släktet Phytobia och familjen minerarflugor. Inga underarter finns listade i Catalogue of Life.